# Shingu
Shingu (新宮市 -shi) é uma cidade japonesa localizada na província de Wakayama.
Em 2003 a cidade tinha uma população estimada em 32 465 habitantes e uma densidade populacional de 407,54 h/km². Tem uma área total de 79,66 km².
Recebeu o estatuto de cidade a 1 de Outubro de 1933.

## Cidade-irmãs
- Santa Cruz, Estados Unidos[2]
- Natori, Japão